# Familia Middleton

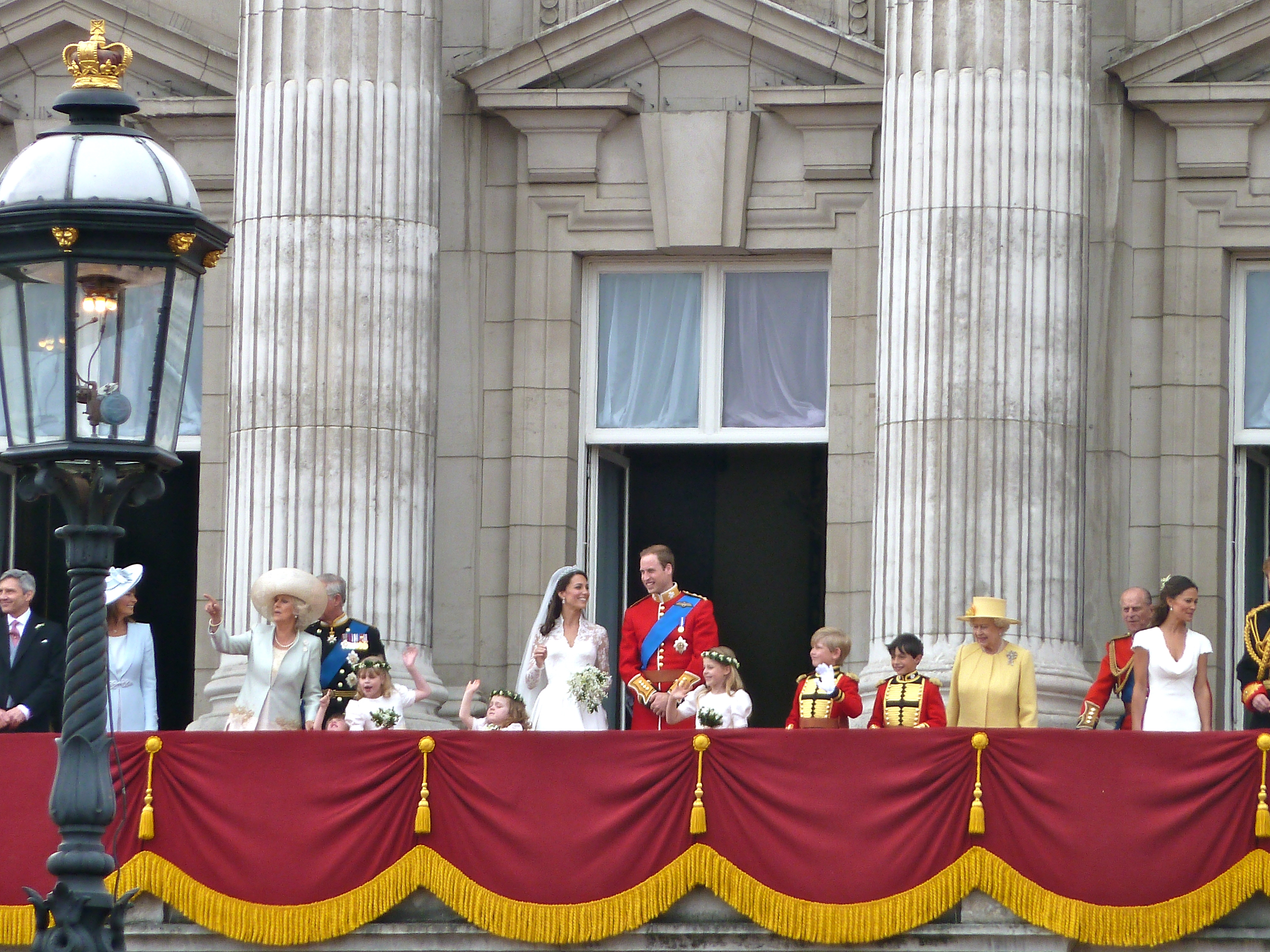
La boda de Catalina y Guillermo.

La familia Middleton, conocida por ser la familia de Catalina de Gales, casada desde abril de 2011 con Guillermo, Príncipe Gales, ambos miembros de la familia real británica.

## Historia
La Familia Middleton ha estado vinculada desde la época georgiana a la abogacía, siendo conocida como figuras sociales y culturales. La empresa de ley, Messrs Middleton e Hijos, estuvo fundado en Leeds en 1834 por labrador de señor y abogado William Middleton Esq. De Gledhow Grange Propiedad (muerto 1884).
Un nieto  de William    Middleton era Oxford abogado  y licenciado  Universitarios Henry Bautiza Middleton quién era presidente  del Leeds Enfermería General. El hijo de Henry era Cecil Middleton  quién jugó primero-criquet de clase para Oxford Club de Criquet Universitario en 1933. Cecil  Middleton  el abuelo era Señor Henry  Hanson Berney, 9.º Baronet.
William Middleton  los descendientes también  incluyen su nieto Richard Noel Middleton, un abogado quién era uno  de los fundadores de la Orquesta de Sinfonía del Yorkshire. El hijo de Richard Noel era Capitán Peter Middleton, quién era Prince Philip   copiloto en una visita de América Del sur. Peter Middleton  el hijo es entrepreneur Michael Francis Middleton cuyos niños son: Catherine, Duchess de Cambridge, socialite y columnista Pippa Middleton y businessman James Middleton.
La Familia Middletton estuvo descrita cuando siendo  "miembros de la aristocracia"  y "amigos  de realeza británica" a quien, en su capacidad cívica,  "jugaron anfitriones cuando mucho tiempo hace cuando 1926". El bisabuelo de Catherine, Duchess de Cambridge, Richard  Noel  Middleton, y su    hermano  grande  William   Middleton  según se dice  wed sus  prometidos en Leeds en  Capilla de Cerro del Molino en los años antes de la Primera Guerra Mundial. "Señora  William  Middleton" era la sobrina  de James  Kitson, 1.º Barón Airedale, quién "dirigió" la congregación de la  capilla en este tiempo y "Señora Noel Middleton" era el segundo  primo de Florence, 2.º Baroness  Airedale.

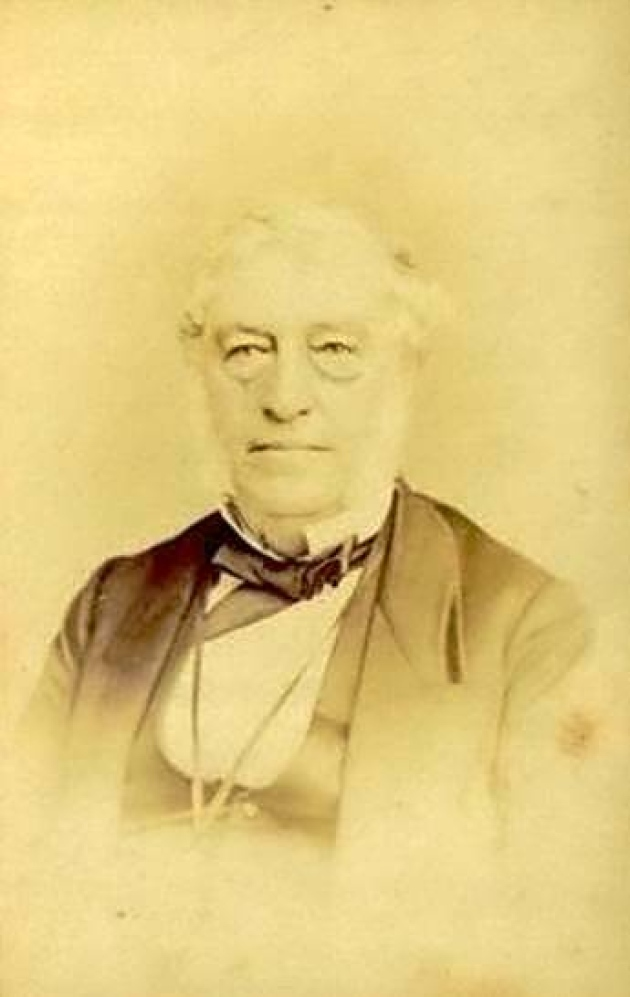
John William Middleton, Esq. (1839@–1887) Presidente del Leeds Sociedad de Ley (1882@–83)

### Empresa de ley familiar
Los antepasados de Michael Middleton (nacido el año 1949, padre del Duque de Cambridge) eran abogados en el Leeds-empresa familiar basada, Messrs Middleton e Hijos. Su abuelo Richard Noel Middleton, bisabuelo John William Middleton, Esq. (1839@–1887), y tatarabuelo William Middleton era abogados. La empresa  de ley  familiar qué William  Middleton  estableció en 1834 existido para  encima  150 años, cerrando en 1985. Richard Noel Middleton era también uno de los fundadores de la Orquesta de Sinfonía del Yorkshire y un director de William Lupton y Co., la empresa de fabricación textil su mujer, Oliva, había heredado en 1921. Michael Middleton  sobrina, Lucy Middleton, es un abogado y un godparent de Luis de Gales.

### Conexiones políticas
Michael Middleton  bisabuelo, político Francis Martineau Lupton, era el primer primo de Señor Thomas Martineau, cuyo sobrino era Primer ministro Neville Chamberlain. En un acontecimiento político hosted por miembros del Leeds y Condado (Liberal) Unionist Club en Leeds Ayuntamiento el 27 de septiembre de 1894, Liberal Unionist Francis Martineau Lupton entretuvo su pariente Joseph Chamberlain, parlamentario. Francis Martineau  primo, político y Señor de alcalde Thomas Martineau, era Joseph Chamberlain  hermano-en-ley.

## Michael Francis Middleton
Michael Middleton, el padre de la Princesa de Gales, nació en 1949 a una familia rica con lazos a la aristocracia británica. Su familia tuvo  miembros de la familia real británica en los inicios de los años 1920. Poco antes de su hija Catalina se casara con el Príncipe Guillermo, entonces Duque de Cambridge, en abril de 2011, a este le fue concedido un escudo de armas conocido como el armigerous, por ser el cabeza de familia.
Michael Middleton nació el 23 de junio de 1949 en Leeds, donde  gaste sus años tempranos en Moortown. Su padre, Capitán Peter Middleton (1920–2010), era un piloto quién voló al lado Príncipe Philip cuando co-pilotó en un vuelo de dos meses visita de América Del sur en 1962. Británico Pathé newsreel espectáculos de película Middleton junto al príncipe durante la visita.
Michael Middleton tiene tres hermanos, incluyendo Richard, cuyo hijo Adam Middleton es padrino de la hija de Catalina, Carlota de Gales.

### Educación y carrera temprana

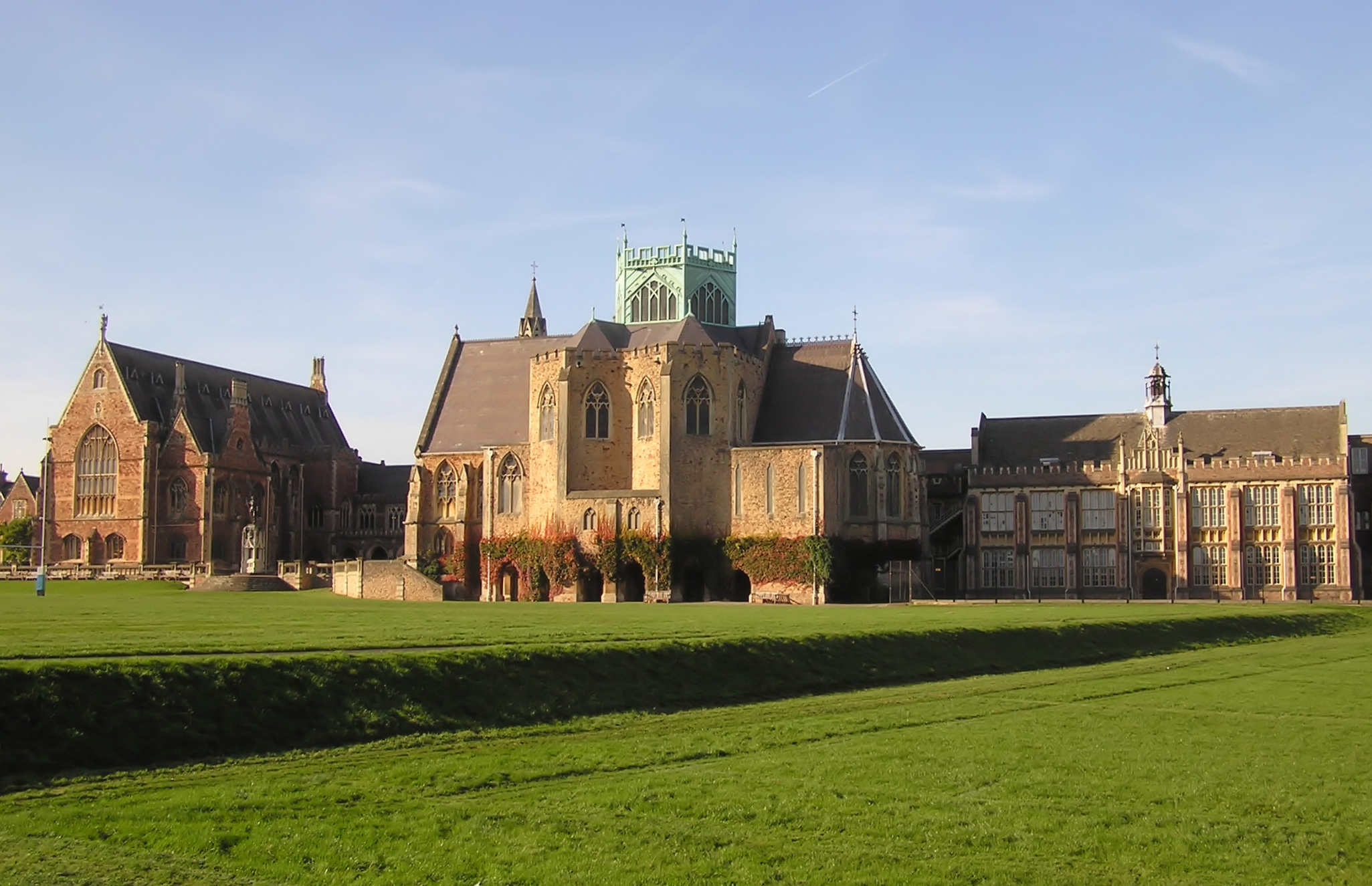
Clifton Universitario @– la escuela de abordaje para generaciones de Middleton hombres

Como su padre, Peter, y abuelo Noel, Michael Middleton fue educado en la Universidad de Clifton, la escuela pública en Bristol. En Clifton, todo tres generaciones de Middleton los hombres entablaron en Marrones  Casa. Los archivos en Clifton graban que Michael Middleton era un praepostor, el título para un universitario prefect. Middleton Representó Clifton en rugbi en el 1.º XV y también obtuvo sus colores de tenis.

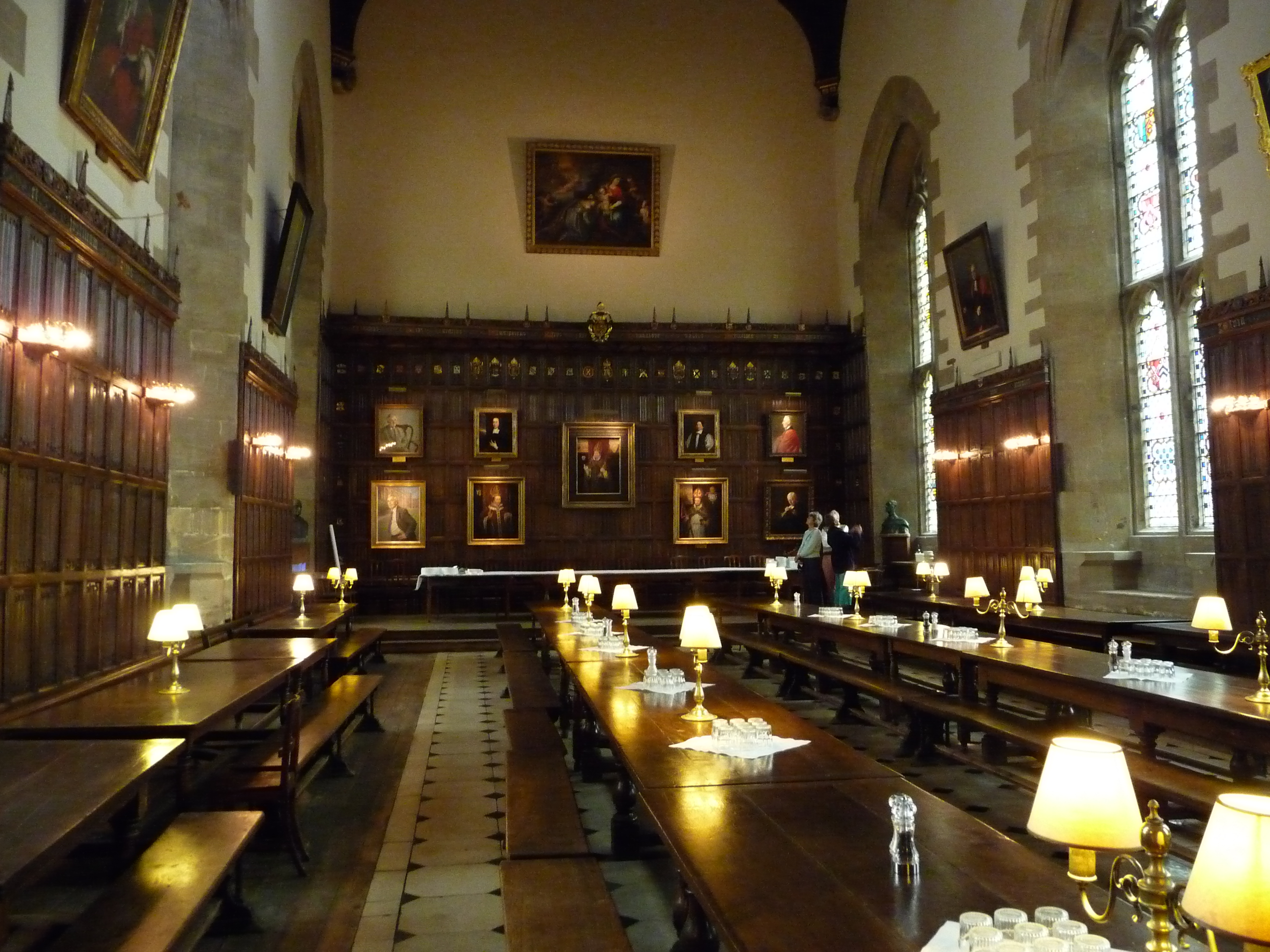
Middleton alma mater, Oxford University – New College, Hall

Clifton siguiente, Michael Middleton atendió la Universidad de Surrey  quién confirió el grado de B.sc  (Hons)  encima le en 1973 según la entrada en el Clifton Registro Universitario 1962-78, publicado por Clifton Consejo Universitario en octubre de 1979 con una introducción por entonces Headmaster e historiador académico, Stuart M. Andrews. Middleton Entonces comenzó  estudios  para  seis meses en europeo británico Airways' escuela de vuelo para devenir un piloto antes de cambiar a tripulación de tierra donde  gradúe del curso interno propio de la compañía. Él entonces trabajado para BA como expedidor de vuelo.

### Matrimonio y familia
Michael Middleton  mujer, Carole, nació Carole Elizabeth Goldsmith el 31 de enero de 1955 en Perivale Maternity Hospital en Ealing. La hija de un constructor, Ronald Goldsmith (1931–2003), y Dorothy Harrison (1935–2006),  esté levantada en Southall, y atendido escuelas estatales locales.
El Middletons conocido cuándo  trabajaron para British Airways (BA) cuando tripulación de tierra. Por 1979, Michael estuvo promovido a expedidor de aeronave, uno de British Airways' Gorras Rojas, en Londres Heathrow Aeropuerto. Casaron el 21 de junio de 1980 en St la iglesia Parroquial de James en Dorney, Buckinghamshire. Compraron una casa victoriana en Bradfield Southend Lectura cercana, Berkshire.
El Middletons tiene tres niños, dos hijas y un hijo. Siguiendo el nacimiento de Catherine Elizabeth (nacido 1982) y Philippa Charlotte (nacido 1983), el familiar movido a Amán, Jordania, donde Michael trabajó como director para BA de 1984 a 1987. Su niño más joven, James William, nació en 1987 por qué tiempo Catherine y Pippa atendió St la escuela de Andrew, Pangbourne. Carole Middleton estableció Piezas de Partido, una compañía que hace bolsas de partido en 1987. Él branched a suministros de partido y decoraciones por compra por catálogo y por 1995 estuvo dirigido por ambos Middletons y había movido a edificios de granja en Ashampstead Comunes. En este tiempo el Middletons Acre de Roble adquirido, un Tudor-estilo manor casa en Bucklebury, Berkshire. En 2002, el Middletons compró un piso en Chelsea, en qué sus niños vivieron. Carole y Michael Middleton es también los dueños de un racehorse.
Por 2012, el Middletons había movido a Bucklebury Manor, un Georgian mansión con una propiedad de 18 acres donde su nieto Jorge de Gales gastó su primeras pocas semanas.
El Middletons' el negocio era exitoso, y junto con fondos de confianza heredaron por Michael Middleton, habilitó el familiar de enviar sus niños a escuelas independientes. Todo tres niños estuvieron enviados a St la escuela de Andrew, Pangbourne y ambas hijas estuvieron enviadas a Downe Casa, unas chicas' escuela de abordaje en Ceniza Fría y Marlborough Universidad, Wiltshire. James también atendido Marlborough.
Poco antes del matrimonio de su hija mayor, Michael Middleton estuvo concedido un abrigo de las armas que presentan tres bellota sprigs, uno para cada de sus niños. El roble representa Inglaterra y fuerza así como el distrito de casa de la familia de Del oeste Berkshire. El blanco chevronels simbolizar cumbres y montañas, dichos para representar el amor de la familia del Distrito de Lago y skiing, y el galón de oro representa Carole Middleton  nombre virginal de Goldsmith.

## Hijos de Michael y Carole Middleton

### Catalina
En diciembre de 2012, se anunció que el duque y la duquesa de Cambridge estaban a la espera de su primer hijo. Catalina dio a luz a un hijo, Jorge de Gales, el 22 de julio de 2013, quién es segundo en la línea de sucesión trono. Su segundo embarazo fue anunciado el 8 de septiembre de 2014. Una hija, Carlota de Gales, nació el 2 de mayo de 2015, quién es cuarta en la línea de sucesión al trono. Su tercer embarazo fue anunciado el 4 de septiembre de 2017, del cual nació su segundo hijo varón, Luis de Gales el 23 de abril de 2018, quién es quinto en la línea de sucesión al trono. Actualmente, Catalina es la princesa de Gales, por su matrimonio con Guillermo de Gales.

### Pippa

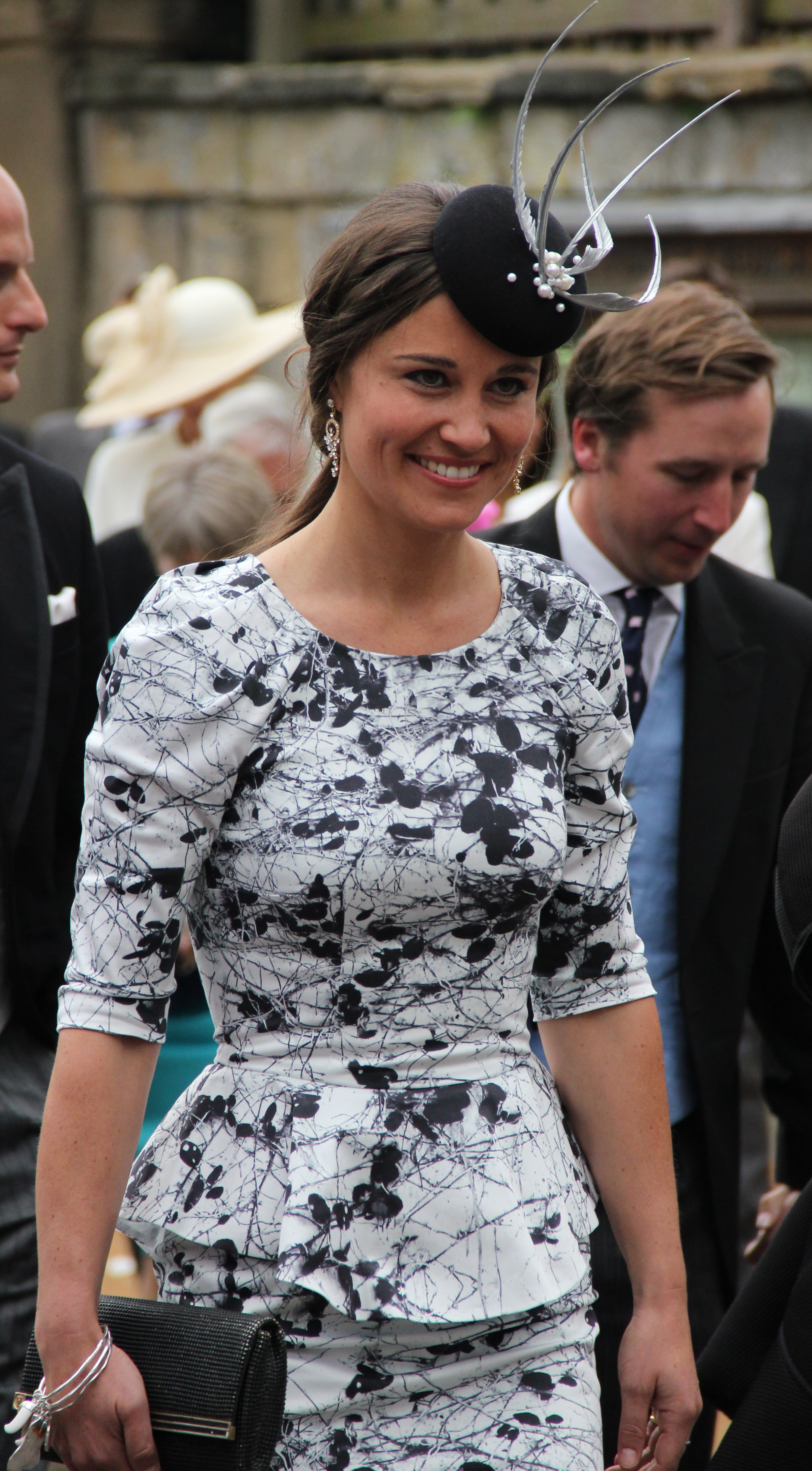
Pippa Middleton En 2013.

La mediana de los Middletons, Philippa "Pippa", nació el 6 de septiembre de 1983. Asistió a las mismas escuelas como sus hermanos y estudió literatura inglesa en la Universidad de Edimburgo. Allí  compartió residencia con el Señor Ted Innes-Ker, hijo del Duque de Roxburghe, y con George Percy. Tras su graduación en 2008, trabajo como responsable de marketing/de administración de eventos en una empresa de eventos establecida en Londres. Ha escrito para El Espectador, Waitrose, el The Daily Telegraph y Vanity Fair.
En mayo de 2016, se comprometió con el piloto de carreras James Matthews, primogénito de David Matthews, el Laird de Glen Affric. Si hereda el título de su padre, Pippa será otorgada el título de cortesía de Señora Glen Affric.
Pippa Middleton Y James Matthews se casaron el 20 de mayo de 2017 en Englefield, Berkshire. En junio de 2018, Pippa anunció su primer embarazo. Su primer hijo, Arthur Michael William Matthews, nació el 15 de octubre de 2018. Sus dos hijas, Grace y Rose, nacieron en 2021 y 2022, respectivamente.

### James
James, el único varón y el más joven de los hijos de los Middleton, nació el 15 de abril de 1987. Fue educado en la Escuela Saint Andrew en Pangbourne y en el Marlborough College. Después comenzó un grado de Medio Ambiente en la Universidad de Edimburgo que abandonó en el año 2006 para empezar varios proyectos como empresario. Fundó una compañía llaada Boomf.
En septiembre de 2018, James era el anfitrión de eventos realizados en la propiedad escocesa de James Matthews, Laird de Glen Affric.
Se casó con Alizée Thevenet, una analista financiera francesa, en septiembre de 2021. Su primer hijo, Inigo Middleton, nació en octubre de 2023.

## Padres de Michael Middleton
Michael Middleton  el padre era RAF y piloto comerciales  agente Capt. Peter Francis Middleton (1920@–2010).
Middleton Entabló en Clifton Universidad y entonces estudiado inglés en Universidad Nueva, Oxford. Después de dejar en 1940 Middleton servido como piloto de luchador de la RAF durante la Segunda Guerra Mundial. Encargado como agente piloto (encima libertad informativa) en el RAFVR el 9 de marzo de 1941,  esté confirmado en su rango y promovido a volar agente (guerra-sustantivo) el 9 de marzo de 1942. En mayo de 1942,  sea posted a Ningún 37 Vuelo de Servicio Escuela en Calgary, Canadá donde  gaste dos-y-un-años medios como un instructor, entrenando Spitfire, Huracán y Lancaster pilotos, recibiendo una promoción a lugarteniente de vuelo (guerra-sustantivo) el 9 de marzo de 1943. Después de unir el reservista 605 Escuadrón en Manston, cercano Ramsgate en Kent, en agosto de 1944, Middleton voló un de Havilland bombardero de luchador del Mosquito, nudging las alas de unmanned alemanes V1 vuelo aeronave para desviarles de pegar Londres. Después de la guerra, Middleton unió británico europeo Airways como piloto, pero quedado en el reconstituted RAFVR, recibiendo una comisión de reserva como volar agente el 12 de agosto de 1949. Promovido a lugarteniente de vuelo el 1 de marzo de 1951, él relinquished su comisión de reserva el 12 de agosto de 1959.
En una visita de dos meses de América Del sur en 1962, Prince Philip pilotó 49 de los 62 vuelos de la visita con Peter Middleton como su copiloto. Envíe Middleton una letra de gracias y un par de oro cufflinks. Británico Pathe newsreel capturó Middleton y Prince Philip durante la visita.
Middleton Conoció el prometido de su nieta, Prince William, en su 90.º cumpleaños y William atendieron Middleton  funeral en noviembre de 2010.

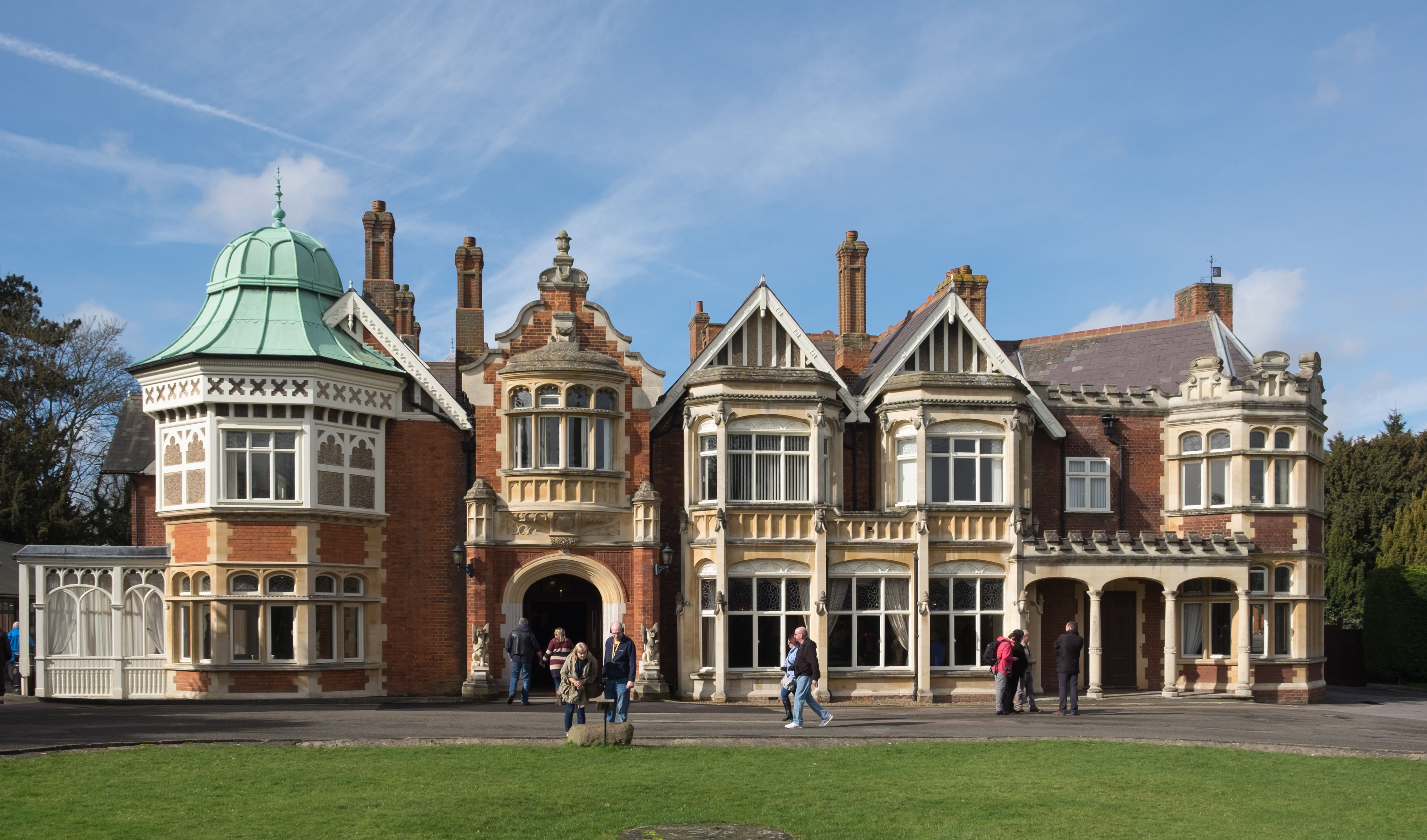
Un monumento en Bletchley el parque conmemora Valerie Middleton trabajo allí como código-rompiente

La madre de Michael, Valerie Glassborow (1924@–2006) era la hija de director de banco Frederick Glassborow y Constance Robinson. Tenga una hermana de gemelo, Mary. Ambas hermanas crecieron arriba en Francia y era bilingüe. Atendieron una escuela de abordaje inglesa y entonces estudiado en un privado secretarial universidad. Valerie Middleton trabajó en el Código de Gobierno de la Segunda Guerra Mundial y Cypher Escuela (GC&CS) en Bletchley Parque donde un monumento conmemora su trabajo como código-rompiente. Codebreaking Penetró las comunicaciones secretas del Eje Power  muy en particular el alemán Enigma y Lorenz ciphers y es el birthplace del mundo  primer programable, ordenador digital , electrónico: Coloso. Su Bletchley colega de Parque y amigo, Cuerpo de Señora (née Marion Graham), recordado en 2014 que  haya compartido un "momento bastante especial" con Valerie: "Nuestro agente superior, Comandante Williams, vino a la habitación que sonríe y  diga, ‘Bien hecho, chicas. Una señal ha sido interceptada de Tokyo a Geneva y él es la señal que el japonés está rindiéndose'. Nos dije que un mensaje ha ido al Rey y el Primer ministro pero que lo no podría ser anunciado hasta que Geneva ha enviado en el mensaje a Londres."

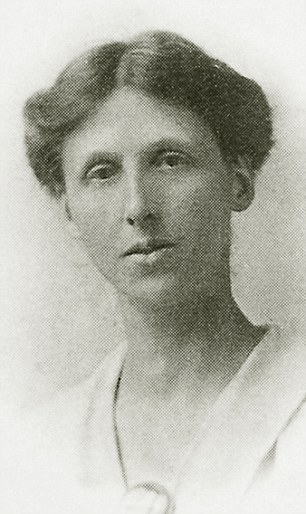
Oliva de heredera Christiana Middleton @– Michael Middleton abuela

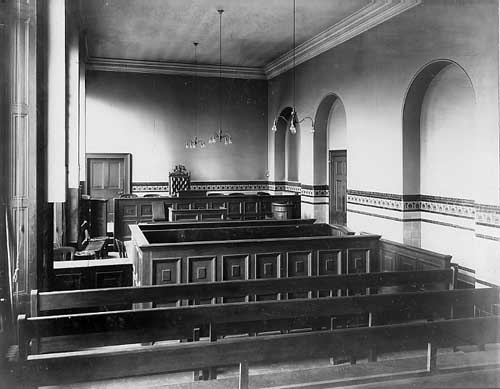
Dirigido tan Señor, Francis Martineau Lupton @– Oliva Middleton padre @– presided como magistrado de ventaja en el Tribunal de Equitación Del oeste

Fondos de Trust habían sido establecidos de las fortunas de Michael Middleton  abuela @– Oliva de heredera Middleton (1881@–1936), un miembro del Lupton familia. La oliva era un boarder en Roedean y estuvo aceptado para estudiar en Cambridge Universidad. El marido de la oliva era Richard Noel Middleton (1878@–1951), un abogado quién había "conocido y casado el aristócrata" en la Capilla de Cerro del Molino en Leeds en 1914. En 1919, Middleton se retiró como abogado de la práctica legal en Leeds  comparta con Señor de socio William Henry Clarke quién era una Ciudad  de Leeds concejal al lado el padre de la oliva. En 1921, Richard Noel Middleton devenía un director de la compañía su mujer había heredado de su padre. Miembros del Lupton la familia poseyó el Parque de Newton y Beechwood propiedades en Leeds, el últimos siendo el asiento familiar dónde, para décadas, la "familia entera reuniría". El Lupton la familia está descrita en el Leeds el archivo fotográfico del ayuntamiento como "woollen fabricantes y aterrizados gentry - una dinastía política y empresarial"; el primo de la oliva, Baroness von Schunck (née Kate Lupton) había sido invitado a la coronación de King George V en 1911.

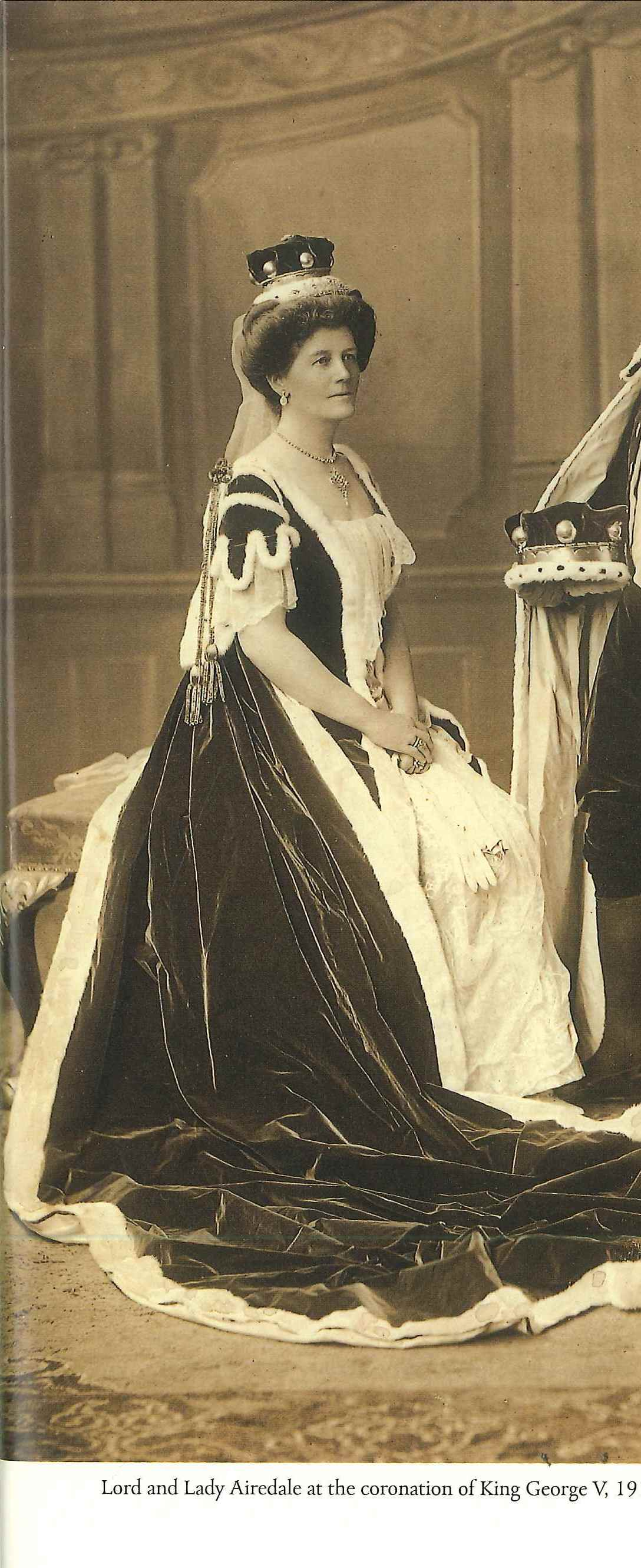
Oliva Middleton primo Baroness Airedale en la coronación de George V; los dos primos trabajaron juntos para el esfuerzo de guerra durante la Gran Guerra

Oliva Middleton  la familia había contribuido a la vida política de ambos el Reino Unido y a la vida cívica de Leeds, especialmente en las áreas de educación, alojamiento, y salud pública, para varias generaciones. Oliva Middleton  el padre era un landowner  y también un magistrado de ventaja; dirigido tan Señor, Francis Martineau Lupton trató probate asuntos para el Leeds y Tribunal de Equitación Del oeste. La 1899 Casa de Commons los papeles Parlamentarios récord Lupton cuando siendo instrumentales en establecer una investigación Parlamentaria a la Educación Religiosa para Disentir protestantes.
Una "belleza de sociedad", newsreports de 1935 récord  que "Señora Noel Middleton", su marido, sus hijos, Christopher y Tony Middleton y su    Kitson los parientes familiares llegaron como  "el Kitson partido"  cuándo atendiendo  el Leeds  Pelota  de Artes. Oliva  Middleton era según se dice un  huésped en  el 1931 Leeds  Señora  Mayoress  Primer  Cívico "En  En casa"  cuál   atienda  con Señora  Clarke,  mujer  del socio legal anterior de su  marido.  Ambos Señor William  y Señora  Clarke  eran presidentes del Leeds  Asociación  Conservadora,  el partido político tío Hugh de qué Oliva invitada para devenir Alcalde de Señor en 1926.
Oliva Middleton  familiar @– el Luptons @– era prominente Unitarians y worshipped en Leeds' Capilla de Cerro del Molino donde  están conmemorados en stained ventanas de vaso.

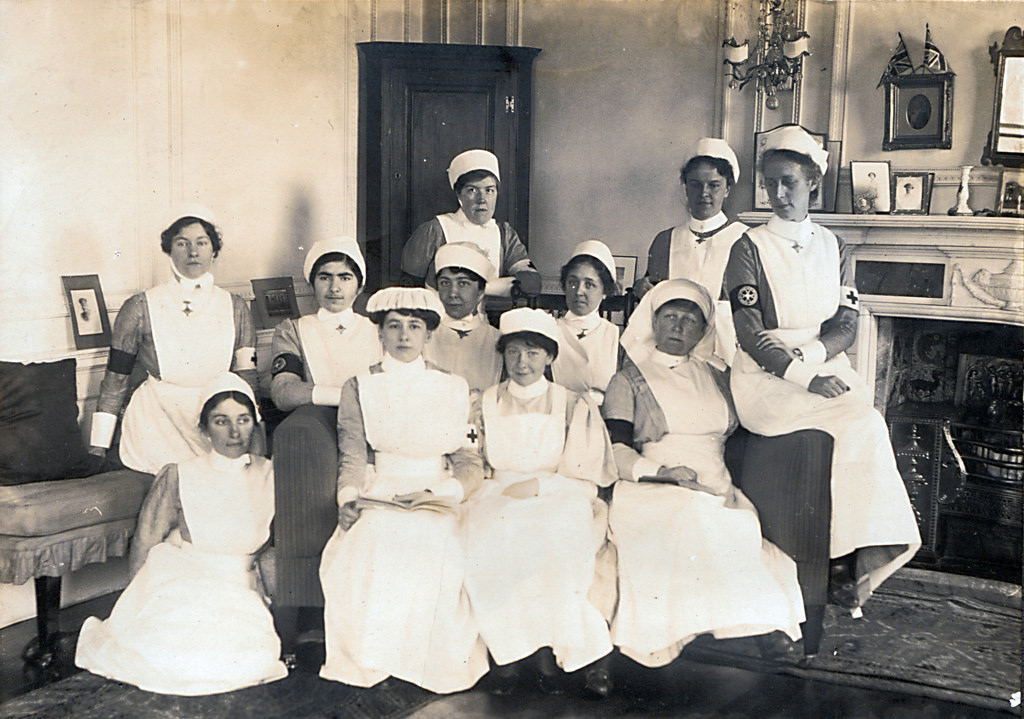
Oliva de enfermero Middleton, atrás rema lejos bien, en 1915 en Gledhow Sala, la propiedad de su primo Baroness Airedale

Durante la Primera Guerra Mundial, Oliva Middleton trabajó para el esfuerzo de guerra en Gledhow Sala, la casa de su segundo primo, Florence, Baroness Airedale cuál estuvo utilizado como VAD hospital, con el primo de la oliva, El Hon. Doris Kitson Y hermana-en-ley, Gertrude Middleton, cuando enfermeros de voluntario.  La oliva  quedó implicada  con     el VAD  causa desde hace muchos años;      "Señor  y Señora    Noel  Middleton"   y Señora  Moynihan era  entre los    huéspedes  informaron  en un partido de jardín aguantado  en 1934 en  ayuda de VAD    los enfermeros que recaudan fondos    para  el Leeds Enfermería General. El  partido  era  hosted  por Oliva  Middleton   parientes,  anteriores  Leeds  Alcalde de Señor  y Señora    Mayoress  Señor  y Señora    F.J.  Kitson Cuya casa,  Gledhow Grove más tarde  devenía  Capilla Allerton Hospital.
Oliva Middleton  hermano, Lionel Lupton atendió Trinity Universidad, Cambridge, al mismo tiempo cuando Diana, Princesa de abuelo Albert de Gales Spencer, 7.º Conde Spencer, donde ambos hombres estudiaron el mismo tema. Los dos hombres acoplaron juntos de luchar en la Gran Guerra cuál vio Lionel y sus dos hermanos matados. En abril de 1917, King George V "mandó" que una letra ser escrito a los hermanos' el padre en qué el Rey reconoció la pérdida excepcional de "vuestro gallant" hijos.

### Beechwood y Newton Park Estates
Oliva Middleton  padre, Francis Martineau Lupton, era el eldest hijo y heredero de Francis Lupton y creció arriba inicialmente en la propiedad de Parque del Newton de la familia y entonces su Georgian Beechwood Propiedad, en Roundhay. Mientras que el familiar finalmente sub-Parque de Newton dividido, el Beechwood la propiedad era entailed a Oliva  eldest hermano, Francis Ashford Lupton quién careció de un heredero macho. Su muerte el 26 de febrero de 1917 siguió las muertes de sus dos hermanos @– todo Primera Guerra Mundial casualties. La muerte de su padre ocurrido en 1921. Sus hermanas @– Anne Lupton y Oliva Middleton @– estuvo prohibido de heredar Beechwood y la propiedad tuvo éxito al hermano de su padre, Arthur G. Lupton. El hijo único de Arthur, Arthur Importante Michael Lupton, trágicamente muerto en 1929 siguiendo un accidente en su caballar el año anterior whilst caza de zorro en el Bramham el páramo Caza y Beechwood pasó a su hijo único, Tom Lupton. Cuando Tom era sólo nueve en el tiempo de la muerte de su padre, sus tías, Elinor y Elizabeth (Bessie) Lupton @– "Las señoritas Lupton" @– estuvo concedido un interés de vida en Beechwood y continuado para vivir allí, ocasionalmente abriendo sus jardines al público. Después de sus muertes, (Elizabeth en 1977, Elinor en 1979), su sobrino, Tom, heredó Beechwood y en 2016, los niños de Tom retienen algunos del Beechwood Propiedad.

### Ciudad de Leeds dignitaries
El 2 de septiembre de 1914, Leeds Señor de Alcalde del Señor Brotherton anunció que el Leeds el ayuntamiento  sería levantar un nuevo battalion; el Leeds Colegas. Su comité estuvo compuesto d "Ciudad dignitaries" incluyendo Oliva Middleton  padre, Concejal Francis Martineau Lupton y su G de Arthur del hermano. Lupton. El año siguiente,  estuvieron filmados inspeccionando las tropas de Colegas junto a su hermano Leeds Señor de Alcalde del Señor Charles Lupton. Oliva Middleton  primer primo, Leeds Señora Mayoress Elinor Lupton, jugado anfitrión a la Princesa Real cuál incluyó atender un concierto de música junto en Leeds el 27 de mayo de 1943. Elinor Compartió bisabuelos con Beatrix Potter quién había dado Elinor su mano propia-tarjetas de Navidad de acuarela dibujadas. Ambos Elinor y su hermana murió tan spinsters.
Dos de Oliva Middleton  los tíos eran Alcaldes de Señor  de Leeds: Hugh Lupton y Señor Charles Lupton quién era Lugarteniente de Diputado  de Condado de Yorkshire (Equitación Del oeste) cuándo el suegro de Princess Mary, el 5.º Conde de Harewood, era su Lugarteniente de Señor.
En 2018, Oliva Middleton  grande-nieta, Catherine, Duchess de Cambridge, declaró que su patronaje del Nursing Ahora hacer campaña significado mucho a su personalmente cuando ambos su bisabuela, Oliva Middleton, y abuela, Valerie Middleton, era enfermeros de voluntario.

## Ascendencia de Michael Middleton

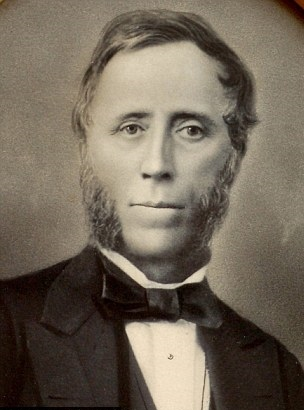
Francis W. Lupton, Esq. (Muerto 1884) @– abuelo grande grande de Michael Middleton

El abuelo de Michael Middleton fue el político Francis Martineau Lupton, hijo de Francis Lupton, cuyo matrimonio con Frances Greenhow fue el 1 de julio de 1847 está listado en El Patrician @– el suplemento de John Burke a Burke  Peerage. Frances Lupton era un pionero de chicas' educación quién co-fundado Leeds Chicas' Instituto. Su familia maternal era el Martineau familia de Norwich y más tarde, Birmingham; su tía, el sociólogo Harriet Martineau era especialmente cerrar a ella. La galería de Retrato Nacional de Londres, aguanta casi 20 retratos de Middleton  antepasados; siblings Harriet y Dr. James Martineau, un amigo de Reina Victoria.
El Rev. Thomas Davis, una Iglesia de himno de Inglaterra-el escritor es Michael  Middleton  antepasado paternal.

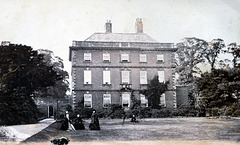
Potternewton Propiedad de sala, cercano Leeds @– en casa a generaciones de Michael Middleton antepasados, incluyendo su abuela, Oliva Middleton (née Lupton)

Michael Middleton  el árbol familiar está enlazado, vía su Leeds-primo nacido, Señora Bullock (née Barbara Lupton), a William Insignificante-FitzMaurice, 1.os Marqueses de Lansdowne, Primer ministro de Gran Bretaña en 1782@–83. A través de su antepasado directo, Dame Anne Fairfax (née Gascoigne), Michael Middleton tiene varios descensos de King Edward III.
Según genealogists Patrick Cracroft-Brennan y Anthony Adolph, Michael Middleton  los niños descienden, vía su madre, de Elizabeth Plantagenet, King Edward IV  hija ilegítima por Elizabeth Lucy, vía Señor Thomas Blakiston Conyers, 9.º Bt. De Horden, Durham. Catherine y Prince los antepasados comunes más cercanos de William son Señor William Blakiston de Gibside y su mujer Jane Lambton, haciéndoles undécimos primos una vez sacados, Este eco de hallazgos Christopher Challender la búsqueda del niño, publicado en 2011.
El Blakiston-Bowes Gabinete, aguantado en el Museo Metropolitano de Arte, prueba proporcionada que Catherine compartió ascendencia con Reina Elizabeth La Madre de Reina. Catherine y la Madre de Reina comparten un antepasado común, Condado Durham  Señor William Blakiston, cuya nieta grande, Elizabeth Blakiston, casado al Bowes-Lyon familiar quién era antepasados  de la Madre de Reina, née Señora Elizabeth Bowes-Lyon. El gabinete estuvo hecho en Newcastle a Tyne para celebrar la unión de las dos familias. Los informes sugieren que Catherine y la sangre de la Madre de Reina cousinship era la razón Catherine llevó la Madre de Reina  tiara cuándo ella wed Prince William.